# Convoluta furugelmi
Convoluta furugelmi är en plattmaskart som beskrevs av Mamkaev 1971. Convoluta furugelmi ingår i släktet Convoluta och familjen Convolutidae. Inga underarter finns listade i Catalogue of Life.